# Faustverleihung 2016
Die Faustverleihung 2016, die elfte Verleihung des Deutschen Theaterpreises Der Faust, fand am 5. November im Theater Freiburg statt. Der Preis wird in Kooperation mit der Kulturstiftung der Länder, der Deutschen Akademie der Darstellenden Künste und einem jährlich wechselnden Bundesland vergeben. Der Preis wurde 2016 durch das Ministerium für Wissenschaft, Forschung und Kunst Baden-Württemberg, die Kulturstiftung der Länder, die Deutsche Akademie der Darstellenden Künste und den Deutschen Bühnenverein gefördert. Weiterer Kooperationspartner war 2016 die Stadt Freiburg im Breisgau. Der Schauspieler Milan Peschel moderierte die Preisverleihung.

## Kategorien

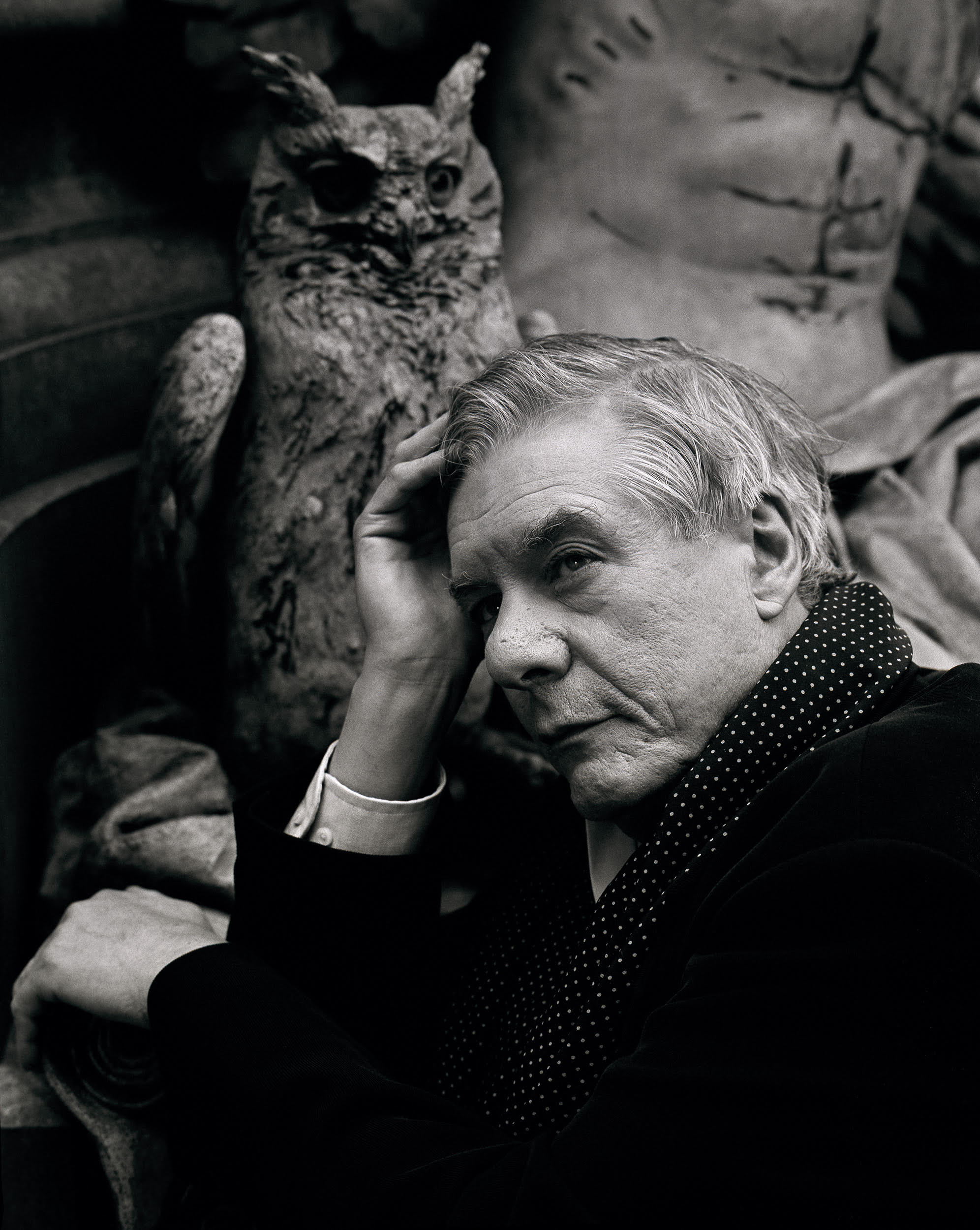
Hans Neuenfels erhielt im Jahr 2016 den Theaterpreis der Faust für sein Lebenswerk

- Beste Regie im Schauspiel: Frank Castorf, „Die Brüder Karamasow“, Volksbühne Berlin (Koproduktion der Wiener Festwochen & der Volksbühne Berlin)
- Beste darstellerische Leistung im Schauspiel: Edgar Selge, François in „Unterwerfung“, Deutsches Schauspielhaus Hamburg
- Beste Regie im Musiktheater: Peter Konwitschny, „La Juive“, Nationaltheater Mannheim
- Beste Sängerdarstellerleistung im Musiktheater: Nicole Chevalier, Stella/Olympia/Antonia/Giulietta in „Les Contes d'Hoffmann“, Komische Oper Berlin
- Beste Choreographie: Alexander Ekman, „Cow“, Sächsische Staatsoper Dresden
- Beste darstellerische Leistung im Tanz: Aloalii Naughton Tapu, „Urban Soul Café“, Ballhaus Ost Berlin
- Beste Regie Kinder- und Jugendtheater: Liesbeth Coltof, „Der Junge mit dem Koffer“, Junges Schauspielhaus Düsseldorf am Düsseldorfer Schauspielhaus
- Beste Ausstattung Kostüm/Bühne: Achim Freyer, für „Esame di mezzanotte“, Nationaltheater Mannheim
- Lebenswerk: Hans Neuenfels